# Jerry Blevins
Pour les articles homonymes, voir Blevins (homonymie).
Jerry Richard Blevins (né le 6 septembre 1983 à Johnson City, Tennessee, États-Unis) est un lanceur de relève gaucher de la Ligue majeure de baseball qui a joué pour les Athletics d'Oakland, les Nationals de Washington, les Mets de New York et les Braves d'Atlanta entre 2007 et 2019.

## Carrière

### Athletics d'Oakland

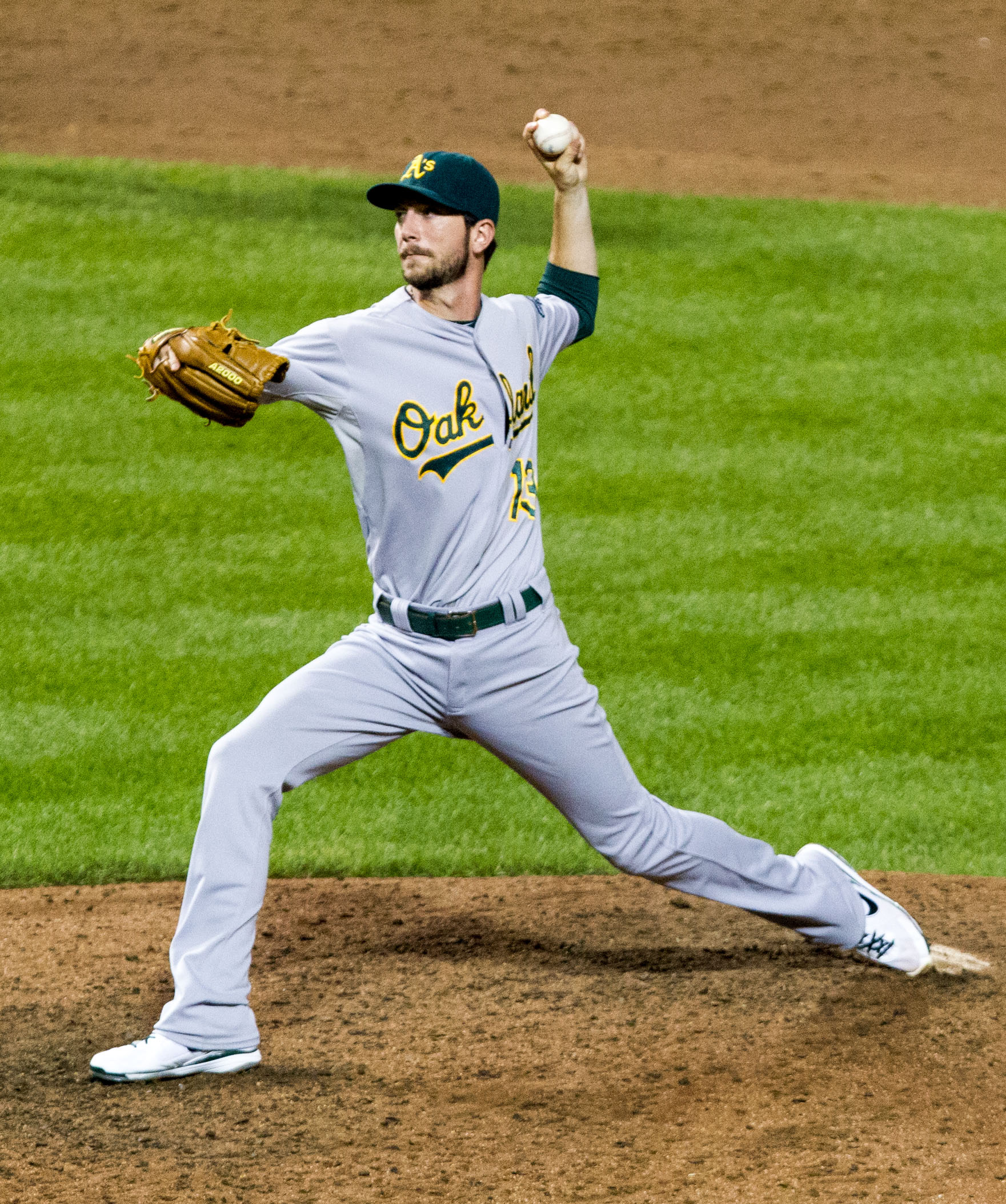
Jerry Blevins en 2012 avec les A's d'Oakland.

Après des études secondaires à la Arcadia high school d'Arcadia (Ohio), Jerry Blevins suit des études supérieures à l'Université de Dayton. Il est repêché le 7 juin 2004 par les Cubs de Chicago. Encore joueur de Ligues mineures, il est transféré chez les Athletics d'Oakland le 16 juillet 2007 à l'occasion de l'échange de Jason Kendall.
Blevins fait ses débuts en Ligue majeure le 16 septembre 2007. Il enregistre sa première victoire au plus haut niveau le 27 juillet 2008.
À sa saison recrue en 2008, il effectue 36 sorties en relève et lance 37 manches et deux tiers pour Oakland. Il maintient une bonne moyenne de points mérités de 3,11 avec une victoire, trois défaites et 35 retraits sur des prises.
En 2010, il obtient la balle à 63 reprises. Le spécialiste gaucher travaille un total de 48 manches et deux tiers et remet une moyenne de points mérités de 3,70 avec deux gains et une défaite.
En 2011, il alterne entre les Ahtletics et leur club-école des ligues mineures à Sacramento. Chez les A's, il présente une moyenne de points mérités de 2,86 en 28 manches et un tiers lancées lors de 26 matchs avec 26 retraits sur des prises.
Il enchaîne par la suite deux bonnes saisons pour Oakland. En 63 matchs en 2012, il remet sa meilleure moyenne de points mérités : 2,48 en 65 manches et un tiers de travail. Il remporte 5 décisions contre une seule défaite. Il apparaît dans 3 matchs de la Série de divisions 2012 et n'accorde aucun point en 3 manches et deux tiers contre les Tigers de Détroit. En 2013, Blevins compte 5 victoires contre aucun revers et une moyenne de points mérités de 3,15 en 60 manches lancées lors de 67 sorties en relève.

### Nationals de Washington
Le 11 décembre 2013, les Athletics échangent Blevins aux Nationals de Washington contre un voltigeur des ligues mineures spécialiste du vol de but, Billy Burns. Il connaît une mauvaise saison en 2014 avec une moyenne de points mérités de 4,87 en 64 sorties et 57 manches et un tiers lancées. En revanche, il est sans faute en 3 matchs éliminatoires, où il blanchit les Giants de San Francisco sans permettre à un seul coureur d'atteindre les buts en 3 manches et un tiers.

### Mets de New York
Le 30 mars 2015, les Nationals échangent Blevins aux Mets de New York contre le voltigeur Matt den Dekker.
En 7 matchs des Mets, il lance 5 manches sans accorder de point en avril 2015. Il est ensuite placé sur la liste des blessés pour une fracture de l'avant-bras gauche après avoir été atteint par une balle cognée en flèche lors du match du 19 avril. Au début du mois d'août suivant, alors qu'il vient d'entreprendre un programme de remise en forme à Port St. Lucie dans l'espoir d'un retour au jeu prochain, il glisse et tombe en bas d'un trottoir, se fracturant à nouveau le même avant-bras, ce qui le force à regarder du banc des joueurs le parcours des Mets vers la Série mondiale 2015.
Le 15 décembre 2015, Blevins signe un nouveau contrat d'un an avec les Mets.

## Statistiques
| Saison | Équipe  | G   | GS | CG | SHO | V | D | SV | IP    | SO  | ERA  |
| ------ | ------- | --- | -- | -- | --- | - | - | -- | ----- | --- | ---- |
| 2007   | Oakland | 6   | 0  | 0  | 0   | 0 | 1 | 0  | 4.2   | 3   | 9,64 |
| 2008   | Oakland | 36  | 0  | 0  | 0   | 1 | 3 | 0  | 37.2  | 35  | 3,11 |
| 2009   | Oakland | 20  | 0  | 0  | 0   | 0 | 0 | 0  | 22.1  | 23  | 4,84 |
| 2010   | Oakland | 63  | 0  | 0  | 0   | 2 | 1 | 1  | 48.2  | 46  | 3,70 |
| Totaux | Totaux  | 125 | 0  | 0  | 0   | 3 | 5 | 1  | 113.1 | 107 | 3,97 |

Note : G = Matches joués ; GS = Matches comme lanceur partant ; CG = Matches complets ; SHO = Blanchissages ; 
V = Victoires ; D = Défaites ; SV = Sauvetages ; IP = Manches lancées ; SO = Retraits sur des prises ; ERA = Moyenne de points mérités.